# 墨西哥护照
墨西哥护照（西班牙語：Pasaporte mexicano）是墨西哥签发给该国公民用于出国旅行的护照。该护照也是墨西哥的官方身份证明以及墨西哥公民身份所有权的凭据。根据2024年1月的亨利護照指數，墨西哥护照的持有者可免签证访问194个国家中的161个，使墨西哥在全球旅行自由度方面排名第23位。
墨西哥于2021年起正式启用生物特征护照，亦称为“电子护照”（pasaporte electrorónico）。

## 护照类型
- 普通护照（Pasaporte ordinario） – 封面为绿色，签发给普通出行的墨西哥公民，如假期和商务旅行。
- 外交护照（Pasaporte diplomático） – 封面为黑色，签发给墨西哥的外交官、高级政府官员、外交信使、以及上述人员的家属，这些人亦可持有另一种身份证明，称为“墨西哥外交官身份卡”（Cédula diplomamática mexicana），主要用于非公务旅行时使用，可与普通护照一同使用。
- 官员护照（Pasaporte oficial） – 封面为灰色，签发给代表墨西哥政府执行公务的个人。

## 外观
墨西哥普通护照的封面为深绿色，其中央印有墨西哥国徽，国徽的四周印有该国的官方全称“墨西哥合众国”（Estados Unidos Mexicanos）。国徽的下方印有“护照”（Pasaporte）字样，其下为国际生物特征识别符号，其上则是国名的简称“墨西哥”（México）。墨西哥护照使用了多种不同的防伪特征，其中一些只有在黑光下才能看到。

### 身份信息页
每本墨西哥护照都有个人资料页和签名页。右侧插图：个人资料页和签名页。墨西哥目前使用“G”系列和“N”系列护照。
身份信息页包括如下信息：
| - 持照人头像 (digital) - 类型 (P) - 国家代码 (MEX) - 护照号码 - 姓氏（包括父/母的婚前姓） - 名字 - 国籍 - 注释 | - 出生日期 - 个人身份证明号码（CURP） - 性别 - 出生地 - 签发日期 - 签发机关 - 到期时间 - 持照人签名 |

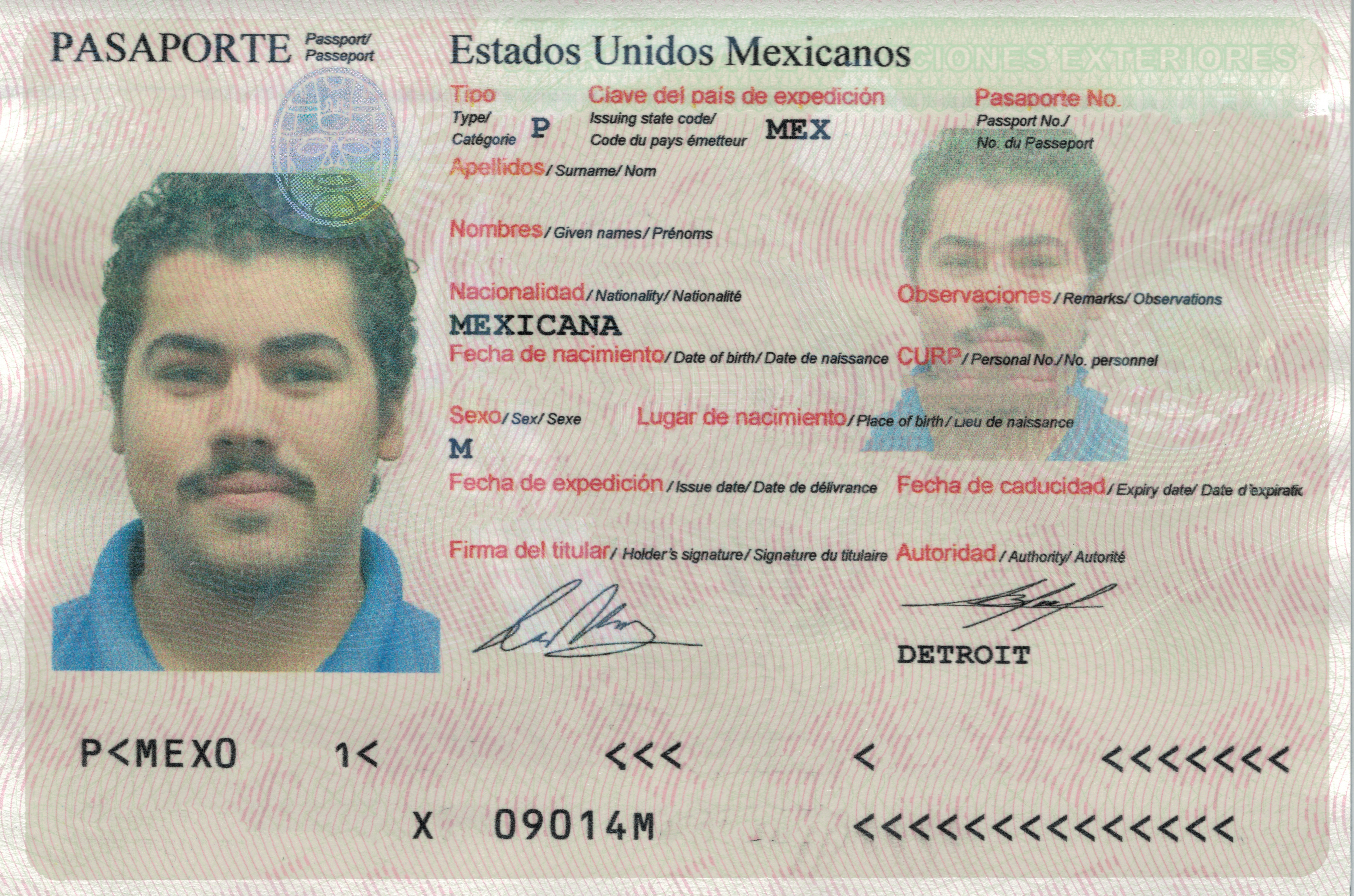
2016年版墨西哥护照的身份信息页。该护照签发于墨西哥驻外使领馆。

- 个人信息页的中部右侧有持照人的全息头像，各类墨西哥的国家象征则散布在整个页面周围。
- 未成年人（18岁及以下）的护照还包含未成年人监护人的图像、全名、国籍、CURP和签名。

个人信息页的末端为机读码区。整个护照共有32页，用于签证和护照印章，每页分别为墨西哥的31个州和墨西哥城的州徽。

### 申请要求
对于年满18周岁的首次申请者：
1. 亲自前往任何一个墨西哥外交部（Secretaría de Relaciones Exteriores, SRE）代表机构或其附属办公室，需提前预约。
2. 用黑色墨水，以手写印刷体的形式填写普通护照申请表（OP-5表格）。该申请表可在SRE的任何分支机构或州/市级的SRE联络处中免费获取。
3. 墨西哥国籍证明，需出示下列任意一份文件的原件及复印件：
a) 墨西哥民事登记处所签发的出生证明之已认证副本。出生登记不得超时（必须在出生之后的三年内完成），如果超时则需参阅“未及时登记的出生证明的附加文件”部分，根据墨西哥法律，这种情况称为“不及时登记”（registro extemporáneo）；
b) 驻外使领馆签发的出生证明之已认证副本*.
c) 墨西哥国籍证明复印件*；
d) 墨西哥国籍的出生所有权声明 *；
e) 归化证明*, 以及
f) 内政部长签发的公民身份证明
4. 身份证明，需出示下列任何一份官方文件的原件和复印件，该文件上必须有持有人的照片和签名，且其上信息应与国籍证明文件上的信息完全一致：
a) 内政部（Secretaría de Gobernación）所签发的“公民身份卡”（Cédula de Identidad Ciudadana）；
b) 领事登记证明；
c) 归化证明；
d) 墨西哥国籍证明；
e) 墨西哥国籍出生所有权声明;
f) 由国家选举机构签发的投票凭证（Credencial para Votar）；
g) 国家兵役身份卡；
h) 专业证书；
i) 专业学位证明；
j) 实习证明；
k) 由国家老年人机构（Instituto Nacional de las Personas Adultas Mayores）签发的有效证明；
l) 公立医疗机构的医疗服务证明或社会安全徽章，需附有照片并加盖机构公章。若该证明为电子版则即使公章不盖在照片上亦可被接受；
m) 社会保障机构颁发的退休或退休证件，必须加盖公章，并附上颁发者的签名和头衔职称。若该证明为电子版则即使公章不盖在照片上亦可被接受；以及：
n) 由家庭综合系统（Sistema Integral para la Familia, DIF）颁发的残疾人国家证书。
o) 驻外使领馆也可能接受其所在国家或地区签发的身份证明文件，包括但不限于驾驶执照、护照、居留许可或签证。

### 费用
在墨西哥，费用可在网上或是在认证可接收护照付款的任意一家墨西哥银行中支付。居住在国外的公民则可在接纳其申请的使领馆中支付。60岁以上者、残疾人和农业工人可享受50%的折扣。为了能够获得折扣，申请人在付款时必须出示证明。下列所有费用为截至2022年的最新信息。
- 墨西哥1年有效期护照：815墨西哥比索

签发给三岁以下的儿童，在合理紧急情况下无法满足普通护照签发所有要求的成年人，以及居住在墨西哥境外需要领事保护的个人。
- 墨西哥3年有效期护照：1,585墨西哥比索

签发给所有三岁以上的个人。
- 墨西哥6年有效期护照：2,155 墨西哥比索

签发给所有三岁以上的个人。
- 墨西哥10年有效期护照：3,780墨西哥比索

仅于墨西哥及部分驻外使领馆向十八岁以上的成年人签发。

### 语言
墨西哥护照的文字部分以西班牙语、英语和法语书写。在2021年版的电子护照设计中，墨西哥外交部决定取消法语文本，因此最新的电子护照仅有西班牙文和英文两种文本。

### 护照信息

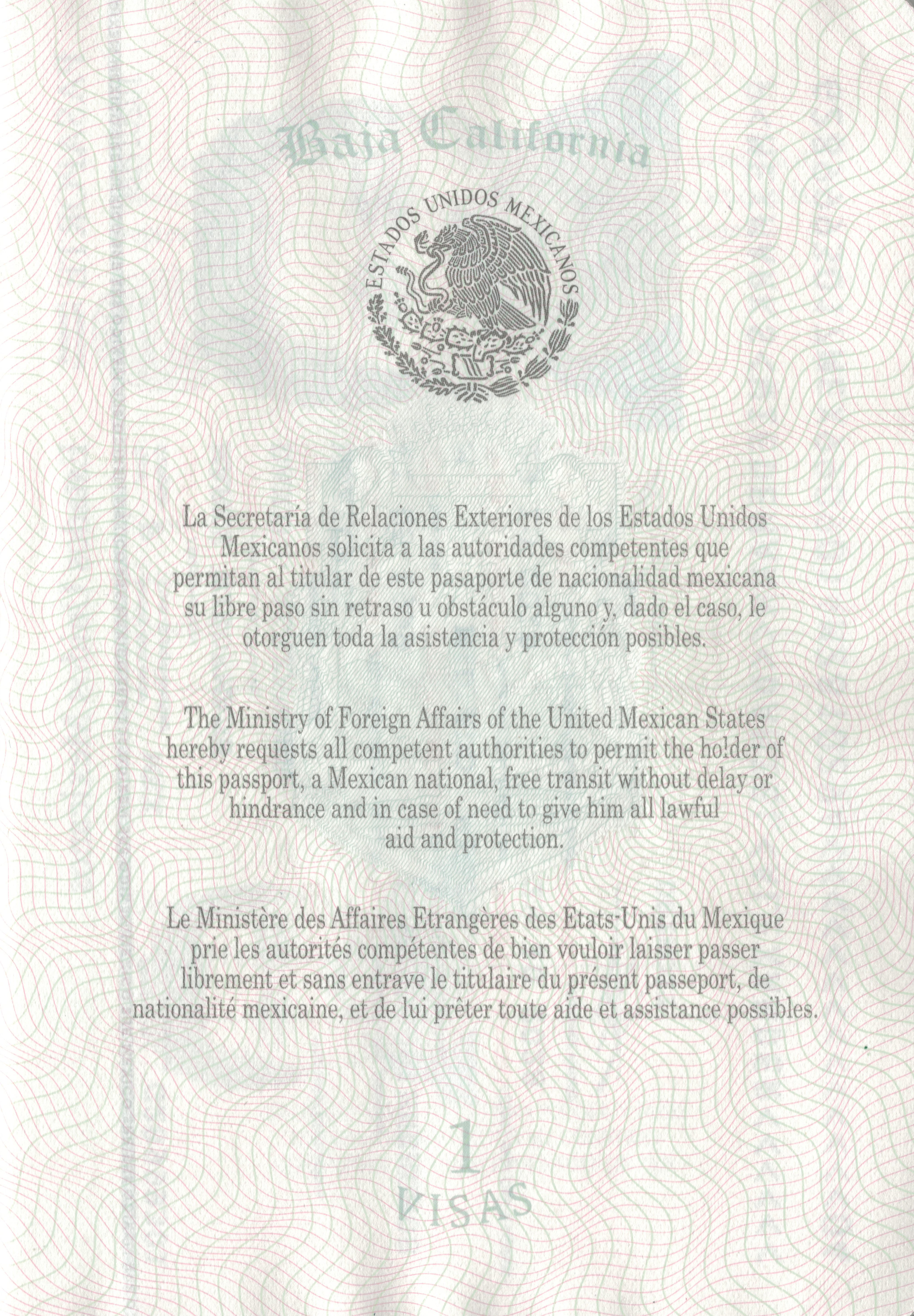
旧版墨西哥护照的请求页

各国护照上一般都会附有签发国机构致所有其他国家政府的说明，用以表明持照人是该国公民，并请求允许其通行并按照国际规范对待持照人。墨西哥护照内的请求声明如下：
西班牙语版：
|  |  |  |

英语版：
|  |  |  |

法语版：
|  |  |  |

中文大意：
| 墨西哥合众国外交部特此请求所有相关机构允许该护照持有人，一位墨西哥国民，不受延误或阻碍地自由过境，并在必要时向其提供一切合法援助和保护。 |

## 签证要求

持有墨西哥普通护照可免签或落地签入境的国家和地区
墨西哥
免签证
落地签证
电子签证
落地签证或电子签证
需要签证

根据2025年1月8日发布的亨利护照指数，墨西哥护照可免签证、落地签证或电子签证入境159个国家和地区，位居世界第23。

## 图集

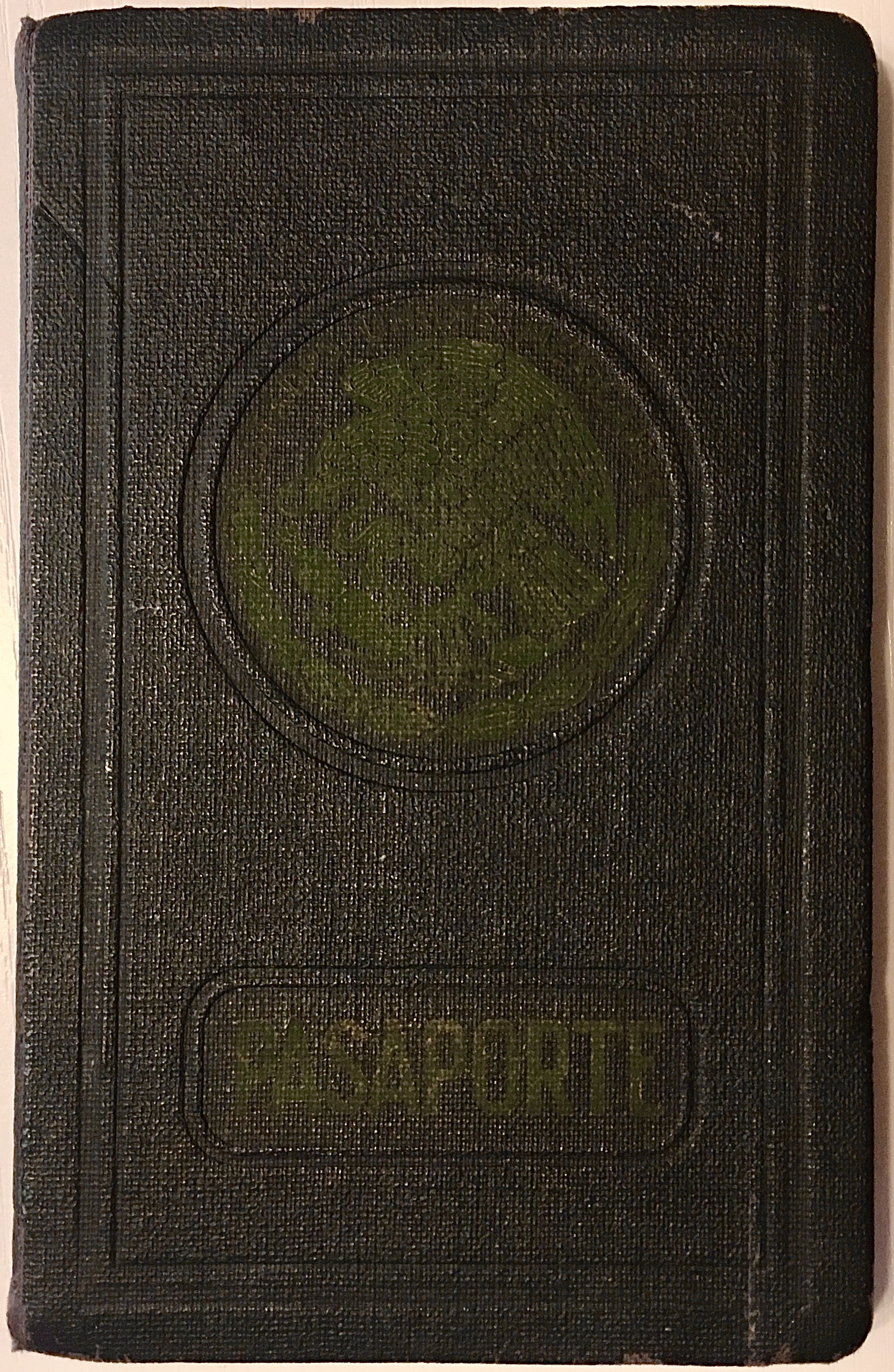
1952年签发的墨西哥护照
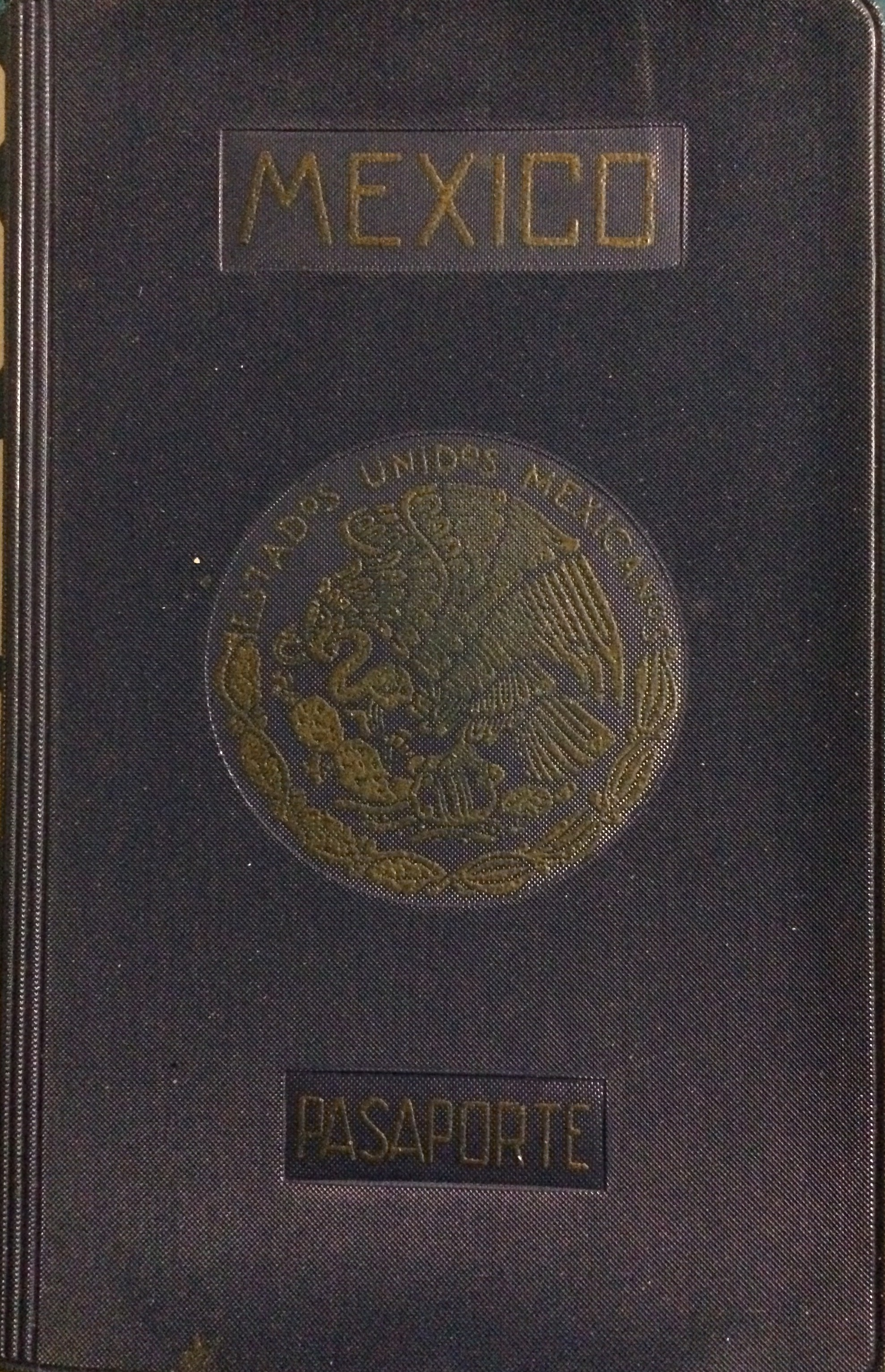
1962年签发的墨西哥护照
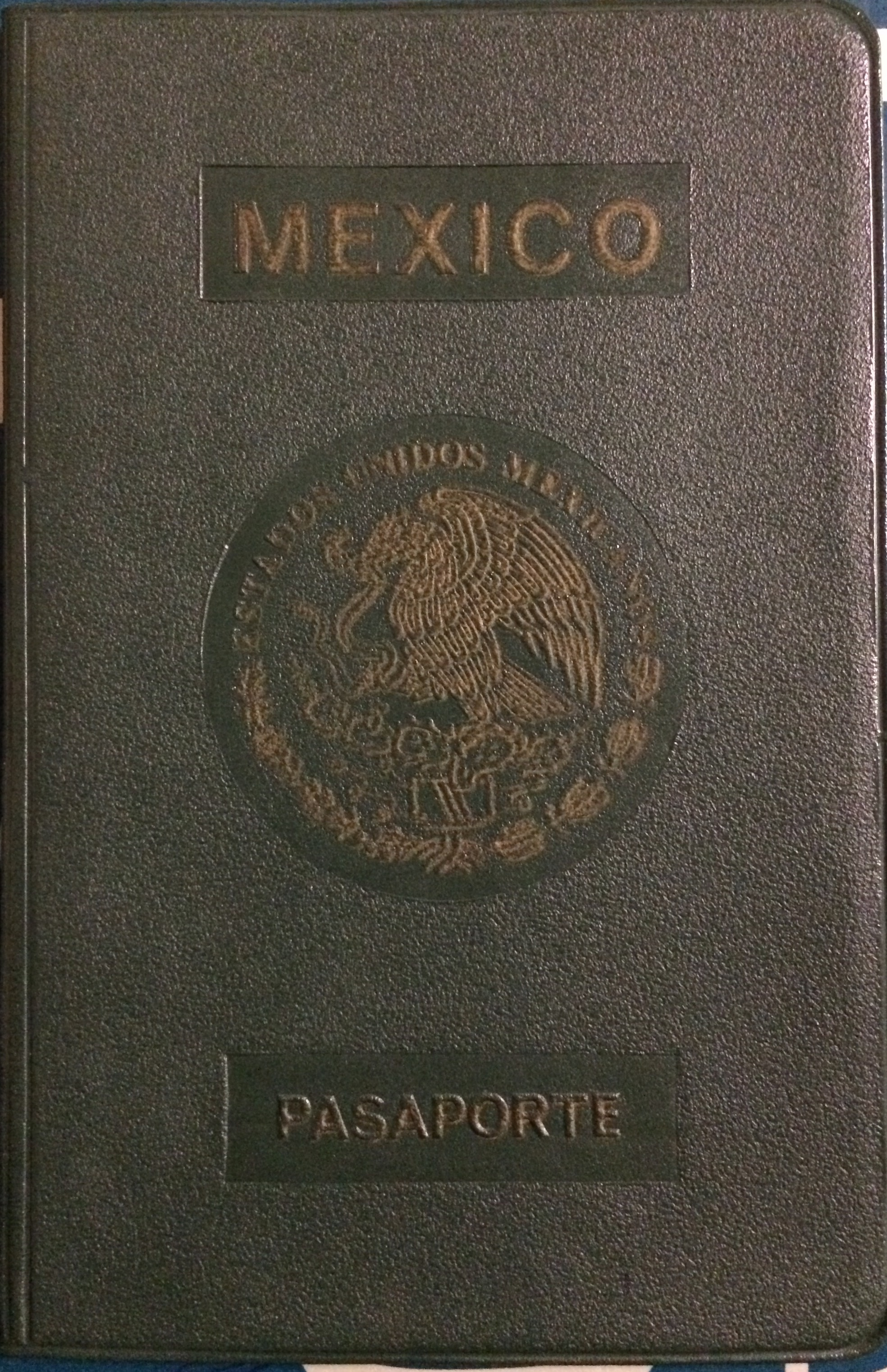
1981年签发的墨西哥护照
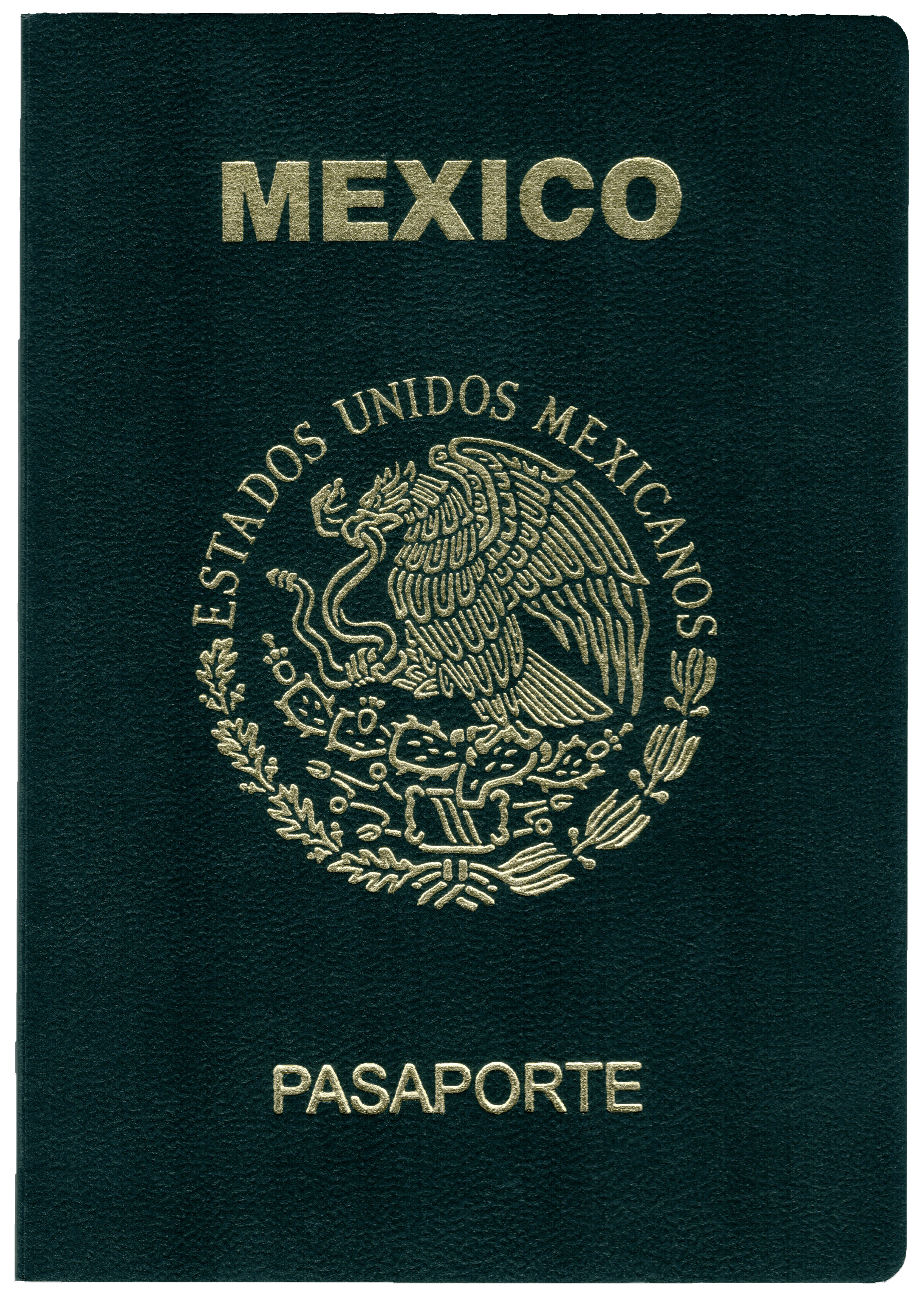
2016年签发的墨西哥护照
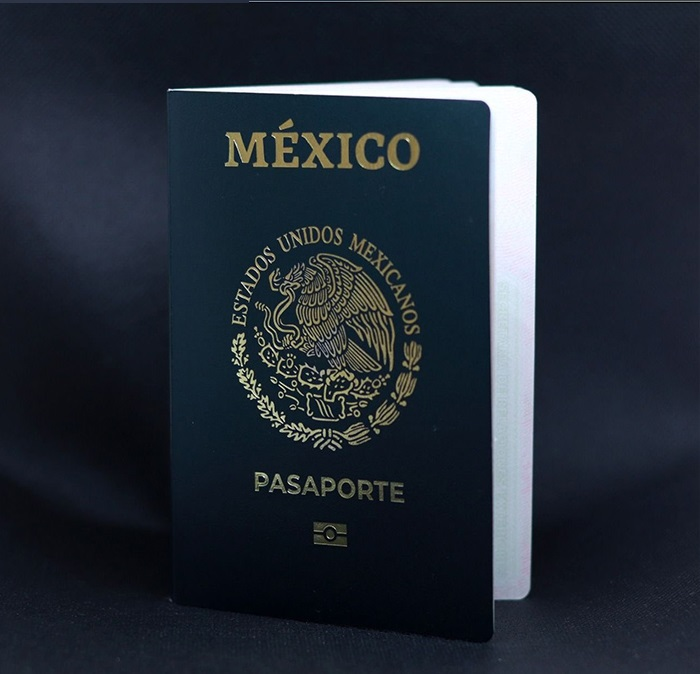
2021年签发的墨西哥护照